# نیروی حافظ صلح علیه خشونت
نیروی حافظ صلح علیه خشونت (انگلیسی: Nonviolent Peaceforce) یک سازمان غیر مسلح حافظ صلح است و هدفش حفاظت از غیر نظامیان و کاهش خشونت در مناطقی است که تحت‌تاثیر درگیری‌های مسلحانه قراردارند. این نیرو دارای رتبه مشورتی ویژه درشورای اقتصادی و اجتماعی سازمان ملل متحد است و تا کنون از جانب نه برنده جایزه صلح نوبل، از جمله دالایی لاما و اسقف اعظم سابق آفریقای جنوبی توتو تأیید شده‌است. در سال ۲۰۱۶، نیروی حافظ صلح علیه خشونت برای جایزه صلح نوبل نامزد شد.

## تاریخچه
این سازمان توسط دیوید ری هارتسو، فعال حقوق مدنی فرقه کواکر و مدافع حقوق بشر آمریکا و مل دانکن، عضو سابق تیم مذاکره‌کننده قهوه / پنبه در نیکاراگوئه در جنگ کنترا ۱۹۸۴ تأسیس شد. این سازمان برای اولین بار در لاهه در کنفرانس شهروندان سال ۱۹۹۹ گشایش یافت و در سال ۲۰۰۲ در دهلی نو تأسیس شد.
مل دانکن تا سال ۲۰۰۹ مدیر اجرایی آن در مینیاپولیس، مینه‌سوتا بود. دفتر مرکزی آن در سال ۲۰۱۰ در بروکسل، بلژیک را راه‌اندازی شد و تیم والیس به عنوان مدیر اجرایی آن برگزیده شد، همزمان بخش عملیاتی این سازمان در ایالات متحده در مینیاپولیس در محله پارک لوریک به کارش ادامه داد تا در دسامبر ۲۰۱۳ دوریس ماریانی ریاست هیئت مدیره را برعهده گرفت و سپس تیفانی ایستوم در تا ۳۱ مه ۲۰۱۶ این سازمان را اداره کرد. دفاتر مرکزی این سازمان در سینت پال، مینه‌سوتا، مینیاپولیس، و بروکسل، بلژیک است. این مؤسسه که در ایالات متحده قرار دارد، سازمانی است که مطابق قانون سی ۵۰۱، در بلژیک به ثبت رسیده‌است.

## عناصر سازمانی
سازمان نیروی حافظ صلح علیه خشونت شامل سه دسته‌بندی کاری است: پروژه‌ها در مناطق مناقشه؛ لابی، به ویژه در سازمان ملل متحد و همچنین کمیسیون اروپا و پارلمان اروپا؛ آموزش. وظایف روزمره اداری و سازمانی توسط دبیرخانه انجام می‌شود که تحت ریاست مدیر اجرایی صورت می‌گیرد. مسئولیت برنامه‌ریزی (در مورد پروژه‌ها، اکتشاف‌ها، بودجه و سیاست‌ها) توسط هیئت بین‌المللی به نام شورای بین‌المللی مدیریت (IGC) اداره می‌شود.

## جوایز
این سازمان با همکاری مل دانکن، مؤسس آن در سال ۲۰۰۷، توسط سازمان صلح و دوستی آمریکا برنده جایزه بین‌المللی صلح ففر شدو در سال ۲۰۱۸ موفق به کسب جایزه صلح لوکزامبورگ گردید.